# Werner Schmid (Unternehmer)
Werner Schmid (* 13. September 1918 in Leipzig; † 21. Januar 2002 in Fulda) war Unternehmer und Politiker in Fulda und gestaltete die Nachkriegszeit dort maßgeblich mit. Er gründete 1946 die Werner Schmid GmbH, die bis heute als Familienunternehmen Präzisionsbauteile aus Kunststoff und Metall für die Automobil- und Lüftungstechnik sowie die Mess- und Regeltechnik herstellt.
Zudem war er über viele Jahre CDU-Fraktionschef und von 1977 bis 1985 Stadtverordnetenvorsteher der Stadt Fulda. Für sein Engagement wurde er mit dem Bundesverdienstkreuz, der Freiherr-vom-Stein-Plakette sowie als Ehrenbürger der Stadt Fulda geehrt. Nach seinem Tod wurde die Werner-Schmid-Straße in Fulda nach ihm benannt.

## Unternehmerische Laufbahn
1945 verschlug es den mittellosen Leipziger nach Fulda. Er gründete einen metallverarbeitenden Betrieb und begann im Mai 1946 mit den ersten Instandsetzungsarbeiten an zerstörten Wohnungen. Im Oktober 1946 nahm Werner Schmid die erste Maschine in Betrieb und fertige einfache Metallteile wie Möbelbeschläge, Rahmenteile, Tür- und Fensterbeschläge und Aschenbecher aus Materialien von Schrottplätzen. Auch Kochtöpfe wurden gefertigt – aus alten Stahlhelmen.
1953 bezog das Unternehmen die ersten eigenen Räumlichkeiten und entwickelte sich zum Stanzwerk mit eigenem Werkzeugbau. 1963 zog der Betrieb an den heutigen Standort in der Weichselstraße um.
In den 70er Jahren begann der Aufbau einer Kunststofffertigung. Die seltene Kombination von Metall- und Kunststofffertigung unter einem Dach ermöglichte der Firma die Spezialisierung auf die heute sehr gefragten Metall-Kunststoff-Hybridverbindungen. 1974 trat Werner Schmids Tochter, Monika Hauß-Schmid, in das Unternehmen ein und wurde 1979 mit ihrem Mann Wolf-Dieter Hauß Mitglied der Geschäftsführung.
1995 schied Werner Schmid aus dem operativen Geschäft aus. 2006 wurde eine Straße in Fulda nach ihm benannt.

## Politische Karriere
Werner Schmid war über vier Jahrzehnte in der Fuldaer Kommunalpolitik aktiv und war wichtiger Ansprechpartner für drei Oberbürgermeister. Über viele Jahre war er CDU-Fraktionschef und von 1977 bis 1985 Stadtverordnetenvorsteher.

## Ehrungen und Auszeichnungen
- 1971: Bundesverdienstkreuz am Bande
- 1974: Ehrenbrief des Landes Hessen
- 1977: Freiherr-vom-Stein-Plakette des Landes Hessen „für seine mehr als 31jährige kommunalpolitische Tätigkeit, seinen Beitrag zum Aufbau und zur Entwicklung der Stadt und seine Leistung als Unternehmer“[5]
- 1982: Bundesverdienstkreuz Erster Klasse[4]
- 1985: Verleihung der Bezeichnung Stadtältester[9]
- 1987: Ehrenbürgerschaft der Stadt Fulda für „herausragende und prägende Gestalt der Fuldaer Nachkriegsgeschichte“ (Zitat Wolfgang Hamberger)[1][6]

## Hinterlassenschaft
Im Herbst 2015 übergab Monika Hauß-Schmid die Führung der Werner Schmid GmbH an ihre Söhne Matthias Hauß und Joachim Hauß. Mit über 300 Mitarbeitern und einem Jahresumsatz von rund 36,2 Millionen Euro ist die Werner Schmid GmbH auch heute weiter als regionales, unabhängiges Familienunternehmen in Fulda erfolgreich.